# Фридрих, Кристиан
Кристиан Фридрих (нем. Christian Friedrich; 2 июня 1981, Зиген) — немецкий бобслеист, разгоняющий, выступал за сборную Германии с 2004 года по 2011-й. Серебряный призёр чемпионата мира, неоднократный победитель и призёр национальных первенств, различных этапов Кубка мира и Европы.

## Биография
Кристиан Фридрих родился 2 июня 1981 года в городе Зиген, федеральная земля Северный Рейн-Вестфалия. Заинтересовался спортом уже с юных лет, активно заниматься бобслеем начал в 2004 году, год спустя в качестве разгоняющего присоединился к национальной сборной и стал ездить на крупные международные старты, причём часто показывал довольно неплохие результаты. В ноябре 2006 года дебютировал в Кубке Европы, на трассе австрийского Иглса с двойкой пришёл к финишу четырнадцатым. В следующем сезоне впервые поучаствовал в заездах Кубка мира, январский этап в швейцарском Санкт-Морице с четвёркой завершил на девятой позиции. Наиболее удачно выступил на домашнем этапе в Винтерберге, когда в зачёте четырёхместных экипажей немного не дотянут до призовых мест, оказавшись четвёртым.
Сезон 2009/10 Фридрих начал с выступлений на менее престижном европейском кубке, однако был здесь весьма успешен — в общей сложности завоевал две бронзовые медали и три серебряные. В следующем году вновь вернулся в основной состав команды и, находясь в экипаже пилота Карла Ангерера, находился в десятке сильнейших Кубка мира. При этом на канадских этапах в Калгари и Уистлере выиграл две серебряные медали, обе в зачёте двоек. На домашнем чемпионате мира 2011 года в Кёнигсзее занял второе место в программе четвёрок и удостоился бронзовой награды. Однако конкуренция в сборной на тот момент сильно возросла, и вскоре Кристиан Фридрих принял решение завершить карьеру профессионального спортсмена, уступив место молодым немецким разгоняющим.